# Huw Ceredig
Huw Ceredig (eigentlich: Huw Ceredig Jones; * 22. Juni 1942 in Brynaman, Carmarthenshire; † 16. August 2011 in Bridgend, Wales) war ein walisischer Schauspieler.

## Leben und Karriere
Huw Ceredig, geboren 1942 in Brynaman erlangte besondere Bekanntheit durch seine Rolle des Reg Harries in der populären Soap Opera Pobol y Cwm, die er 29 Jahre verkörperte.
Er starb im August 2011 im Alter von 69 Jahren. Er hatte drei Brüder, unter anderem die Politiker Dafydd Iwan und Alun Ffred Jones.

## Filmografie (Auswahl)
- 1997: Twin Town